# International Association of Orthotists and Prosthetists
L'International Association of Orthotists and Prosthetists (Interbor) a été fondée en 1958 à Bruxelles. 
Son objectif est « de parvenir à une meilleure compréhension internationale entre professionnels et à la reconnaissance de la profession de Podo-orthèse ».
Interbor représente les intérêts des acteurs des professions de podo-orthèse du monde entier. L'association entretient en particulier des relations étroites avec l'Union européenne, la Croix-Rouge internationale, l'ISPO et L'International Organisation for Standardisation (ISO).